# Тейт, Гарри
Гарри Ф. Тейт (англ. Harry F. Tate; 31 июля 1886, Сент-Луис, Миссури — 27 октября 1954, Сент-Луис, Миссури) — американский футболист, бронзовый призёр летних Олимпийских игр 1904.
На Играх 1904 в Сент-Луисе Тейт выступал за вторую сборную США. Проиграв два матча и проведя один вничью, он занял третье место и получил бронзовую медаль.